# Revelation Online
Revelation Online est un jeu de rôle free-to-play en ligne massivement multijoueur développé par NetEase, sous le titre « Revelation » (Chinois: 天谕 ; hanyu pinyin: Tiān Yù) en Chine et Revelation Online dans le reste du monde. Il est publié par My.com en Europe et en Amérique du Nord et a reçu une version ouverte dans le monde entier le 6 mars 2017. Le jeu propose un gameplay MMORPG classique et se déroule dans un monde inspiré des livres de l'auteur fantastique chinois Jiang Nan. Revelation Online reçoit des mises à jour régulières du contenu, avec la dernière, Heaven and Earth, dont la sortie a été lancée pour 2019,. Terminé au 12 Mars 2024. Son système de combat en vol et ses nombreuse possibilité de personnalisation effectivement en gameplay sont regrettée n'ayant d'équivalant et que pseudo alter égo comme Aion: The Tower of Eternity . 

## Gameplay
Revelation Online se déroule dans le monde fantastique de Nuanor, avec son monde, ses personnages et ses concepts influencés par la mythologie et le folklore chinois, et basé sur des histoires écrites par l'auteur fantastique chinois Jiang Nan (en).
Revelation Online se déroule dans un monde ouvert et propose plus de 100 heures de contenu d'histoire, de raids et de donjons. Les joueurs peuvent utiliser la puissance du vol pour explorer et voyager, avec des combats aériens disponibles une fois que les joueurs atteignent un certain niveau. Plusieurs classes sont disponibles, notamment l'Occultist, l'Assassin, le Gunslinger, le Spiritshaper, le Vangard et le Swordmage. Les joueurs peuvent participer à des batailles PvP, des batailles de guilde et faire équipe pour accomplir des quêtes ou entrer en relation.
La mise à jour de contenu Heaven and Earth, dont la sortie a été lancée pour 2019, ajoute un nouveau contenu d'histoire, la possibilité d'épouser d'autres joueurs, des compagnons de combat (des animaux qui agissent comme des animaux de compagnie et des compagnons pour le personnage du joueur) et un temple difficile avec douze boss basés sur les signes du zodiaque chinois.

## Accueil
MMORPG.com a déclaré que la version bêta de Revelation Online avait « l'étoffe d'un grand jeu » et a fait l'éloge des améliorations notables résultant de la maintenance régulière et des correctifs. MMOs.com a déclaré que le jeu « surmonte ses problèmes en excellant dans ses atouts: le combat et les multiples voies de progression ». MMO GAMES a fait l'éloge des « beaux graphismes et de la narration décente » de Revelation Online, et a ajouté que permettre aux joueurs de voler le distingue des autres jeux.